# Cobra (série télévisée d'animation)
Pour les articles homonymes, voir Cobra (homonymie).
Cobra (スペースコブラ, Space Kobura) ou Space Adventure Cobra est une série d'animation japonaise en 31 épisodes de 24 minutes, créée par Akio Sugino et Osamu Dezaki d'après le manga du même nom de Buichi Terasawa.
La série est diffusée à partir du 7 octobre 1982 sur Fuji Television et, en France à partir du 20 février 1985 dans l'émission Cabou Cadin sur Canal+ et à partir du 9 septembre 1985 dans l'émission Récré A2 sur Antenne 2. 
Après avoir diffusé deux OVA (animation vidéo originale) Cobra: The Animation OAV (2008-2009), la chaîne japonaise BS11 présente le 2 janvier 2010 une nouvelle série d'animation de treize épisodes, Cobra, the Animation.

## Synopsis
Dans un monde futuriste, au cours d'une séance de rêve artificiel, un homme nommé Johnson retrouve la mémoire : il découvre qu'il est en réalité le mythique aventurier de l'espace supposé mort depuis cinq ans nommé Cobra. Il s'aperçoit aussi que son bras gauche dissimule un dispositif redoutable, le « rayon Delta » (ou Psychogun), une arme qu'il est le seul à posséder. 
Après avoir recouvré son identité (mais ayant une nouvelle apparence, car il s'est fait modifier le visage), Cobra décide qu'il est temps pour lui de reprendre sa vie de corsaire de l'espace recherché par la Police galactique et les Pirates de l'espace. Aux côtés d'Armanoïde, sa fidèle coéquipière androïde à la personnalité et apparence féminine, il parcourt l'espace à bord de son vaisseau spatial — réputé être le plus rapide de la galaxie — en quête d'aventures, de richesses et de conquêtes féminines (son activité favorite). 
Au fil de ses nombreuses aventures, Cobra sera notamment confronté à ses anciens ennemis, les Pirates de l'espace — avec à leur tête le mystérieux Homme de verre, puis Salamandar —, il tentera de retrouver le fabuleux trésor du capitaine Nelson (légué par ce dernier à ses trois ravissantes filles) et disputera une partie effrénée de Rugball (un mélange ultra-violent de baseball et de football américain) pour démasquer les activités d'un criminel.

## Fiche technique

### Cobra(1982)
- Réalisation : Osamu Dezaki et Yoshio Takeuchi
- Scénario : Haruya Yamazaki, Kôsuke Miki et Kenji Terada
- Direction artistique : Tsutomu Ishigaki et Toshiharu Mizutani
- Conception des personnages : Akio Sugino et Shinji Ôtsuka
- Photographie : Hirokata Takahashi
- Son : Satoshi Kato
- Musique : Kentarô Haneda
- Direction musicale : Seiji Suzuki
- Production : Tatsuo Ikeuchi, Yutaka Fujioka et Tetsuo Katayama (exécutifs)
- Société de production : Tokyo Movie Shinsha (TMS)
- Société de distribution : IDDH

### Cobra: The Animation(2010)
- Réalisation : Keizô Shimizu
- Scénario : Kôji Ueda et Mitsuyo Suenaga
- Direction artistique : Jirô Kôno
- Conception des personnages : Keizô Shimizu, Michiko Yamamoto et Ippei Masui
- Photographie : Keisuke Nakamura
- Son : Satoshi Satô
- Montage : Seiji Morita
- Musique : Yoshihiro Ike
- Direction musicale : Satoshi Katô
- Production : Tetsuo Mikami et Kazumi Koide
- Société de production : Magic Bus

## Distribution

### Voix originales
Cobra (1982)
- Nachi Nozawa : Cobra
- Yoshiko Sakakibara : Armanoïde
- Yûko Sasaki : Catherine Nelson
- Gara Takashima : Dominique Nelson
- Toshiko Fujita : Jane
- Kiyoshi Kobayashi : l'Homme de verre
- Hidekatsu Shibata : Salamandar

Cobra: The Animation (2010)
- Naoya Uchida : Cobra
- Yoshiko Sakakibara : Armanoïde Lady
- Mayumi Yamaguchi : Black Bone
- Ryoko Shiraishi : Bonnie
- Maaya Sakamoto : Secret
- Yumi Kusaka : Elizabeth
- Marina Inoue : Elise
- Takako Honda : Pamela

### Voix françaises

#### Cobra, le film(1982)
- Jean-Claude Montalban : Cobra
- Séverine Morisot : Jane
- Laurence Dourlens : Andromeda / Catherine
- Laurence Crouzet : Dominique / Nadia
- Gerard Berneer : Lord Necron (« Crystal Bowie » en VO)
- Franck Capillery : Pr. Topolov
- Patrick Borg : Dagoba, le moine fou
- Malvina Germain

#### Cobra(série, 1982)
- Jean-Claude Montalban : Cobra
- Danielle Volle : Armanoïde / Catherine / Dominique / une des deux gardiennes-cyborg du vaisseau prison de la planète Talag.
- Catherine Lafond et Claude Chantal : Jane Nelson
- Serge Lhorca, puis Jacques Torrens : l'Homme de verre (« Crystal Bowie » en VO)
- Georges Lycan : Salamandar / Palmas
- Henry Djanik : Canos
- Pierre Fromont : Cargou
- Francine Lainé puis Françoise Pavy : Sandra
- Maurice Sarfati : M. Rand
- Georges Atlas : Zahora / Gelt
- Francis Lax : Tarbeige
- Albert Augier : Torno
- Michel Bedetti : Dan Brad
- Pierre Trabaud : Zack

#### Cobra(Cobra: The Animation& les 2 OAV, 2008-2010)
- Jean-Claude Montalban : Cobra
- Marie Diot : Secret
- Gabrielle Jeru : Bonnie
- Serge Noël : Leo
- Eve Lorach : Black Bone / Linda
- Jochen Heagele : Geronimo
- Pauline De Meurville : Elizabeth
- Francois Lescurat : Oreille
- Isabelle Volpe : Eight/Pamela
- Sam Salhi : Seven/Buck
- Eric Marchal : Bogard
- Julie Deliquet : Elis
- Emmanuel Gradi : King

## Personnages

### Cobra
Cobra (コブラ, Kobura) : le légendaire aventurier et corsaire de l’espace, né en 2308 et prétendu mort en 2332, dont la tête est mise à prix par les Pirates de l'espace et la Police galactique.
Le physique et la personnalité du personnage, de l'aveu même de l'auteur Buichi Terasawa, sont inspirés de l'acteur français Jean-Paul Belmondo. Dans les images le montrant avant de se faire refaire le visage, il a plus les traits de l'acteur Alain Delon auquel l’auteur du manga avait également pensé, même si le visage comporte quelques différences.
Cobra n'est pas un être humain ordinaire : il possède une force et une résistance surhumaine ; il peut courir plus vite et effectuer des prouesses physiques, notamment retenir sa respiration pendant de très longues minutes, tordre des barreaux de prison ou vaincre facilement des adversaires bien plus grands et musclés que lui (par ex. le lutteur Katongo dans l'avant-dernier épisode).  Avec son bras droit (qui semble normal), il est capable de traverser un homme de part en part d'un seul coup de poing. Il est grandement résistant aux chocs ou aux contusions qui tueraient un homme ordinaire (visible notamment lors des épisodes du match de Rugball), mais est sensible aux coupures (dans plusieurs épisodes) et aux somnifères.
Capacités spéciales
- le rayon Delta (« Psychogun » en VO)[4] : une puissante arme à énergie capable de traverser presque n'importe quel matériau, dissimulée dans l'avant-bras gauche de Cobra et complètement intégrée à son corps. Contrôlé par sa seule volonté, Cobra n'a pas besoin de viser ou même de voir sa cible pour la toucher avec le rayon Delta[d].

Arme unique dans l'univers de la série, le rayon Delta est convoité par plusieurs des Pirates de l'espace, à cause de sa puissance. Lors du retour de Cobra, les Pirates de l'espace ne le reconnaissent pas du fait de son changement de visage ; mais, dès lors qu'il fait usage de son arme, les Pirates de l'espace en sont alertés car ils savent que le rayon Delta et Cobra ne font qu'un. Dans les séries et les OAV, l'origine de son bras changé en rayon Delta n'est pas explicité.
- son faux avant-bras gauche (qui dissimule le rayon Delta) : le bras peut être utilisé comme un projectile très puissant ; avec celui-ci, Cobra réussit notamment à briser le verre incassable de l'Homme de verre. Équipé d'une commande intégrée, l'avant-bras revient comme une fusée automatique au bras de Cobra, masquant alors son rayon Delta. Cette possibilité est rarement utilisée.

Arme et équipements annexes
- Revolver Colt Python 77 Magnum[6] : une arme du XXe siècle utilisée par Cobra et qui peut tirer plusieurs sortes de balles. Efficace notamment contre l'Homme de verre (munitions spéciales en titane), le revolver est doté d'un blocage électronique ; seul Cobra peut s'en servir[f].
- Cobra fume le cigare[4] ; il en possède plusieurs exemplaires qui sont modifiés spécialement (lampe torche, explosif, mais aussi filtre à oxygène pour respirer sous l'eau). Dans plusieurs épisodes, il utilise aussi un lance-grappin miniature logé dans un de ses poignets, et sa ceinture contient certains objets pouvant l'aider (comme un yoyo avec des pointes dans l'épisode avec Sandra dans la pyramide[g]). Le bout de ses bottes est également équipée de pointes pour l'aider à escalader une paroi[g]. Dans un autre épisode, il utilise son briquet comme un lance-flammes[h].

Moyens de transport
- le Psychoroïde (« Turtle » en VO) : le vaisseau spatial de Cobra, renommé dans la série pour être le vaisseau le plus rapide de la galaxie[i]. De forme compacte, le vaisseau est aussi modulaire et peut alors se déployer en longueur comme un long serpent. Il est armé de puissants canons situés à l'avant du vaisseau. Il possède une bibliothèque numérisée, contenue dans l'ordinateur de bord, qui comprend tous les livres de l'univers connu. Cette bibliothèque est accessible en utilisant un piano comme interface ; lors d'un épisode, Cobra est vu interprétant un morceau de musique avec le clavier du piano pour interroger la base de données de l'ordinateur.
- Cobra dispose aussi de plusieurs motos, qui peuvent se transformer en engins volants. Dans un épisode, il utilise un mini sous-marin[h].

### Autres personnages
- Armanoïde (アーマロイド・レディ, Āmaroido Redi?, Armaroid Lady) : une androïde métallique à l'allure féminine, la complice de Cobra depuis toujours.
- Jane Royal (ジェーン・ロイヤル, Jēn Roiyaru?, Jane Royal) : une chasseuse de primes, première des trois filles du capitaine Nelson à rencontrer Cobra — alors qu'elle était à sa poursuite depuis sa disparition —, avec qui elle recherchera ses sœurs Catherine et Dominique.
- Catherine Royal (キャサリン・ロイヤル, Kyasarin Roiyaru?, Catherine Royal) : une institutrice, sœur de Jane et Dominique, emprisonnée sur la planète Talag dans une prison volante dirigée par le colonel Schultz, affilié aux Pirates de l'espace, avant que Cobra ne vienne la délivrer.
- Dominique Royal (ドミニク・ロイヤル, Dominiku Roiyaru?, Dominique Royal) : une agent de la Police galactique, sœur de Jane et Catherine. Elle est infiltrée dans l'organisation des rebelles, les « Faucons des neiges » de Sandra.
- Sandra (サンドラ, Sandora?, Sandra) : la chef de bande des rebelles nommés les « Faucons des neiges », affiliée aux Pirates de l'espace. Sandra fait la connaissance de Cobra quand celui-ci est à la recherche de Dominique. Cobra devra la combattre quand Sandra fera main basse sur le trésor du capitaine Nelson, notamment l'objet nommé l'« Arme suprême ».
- Lord Necron, alias l'Homme de verre (クリスタル・ボーイ, Kurisutaru Bōi?, Crystal Bowie) : un mercenaire pour le compte des Pirates de l'espace. Il est l'ennemi personnel de Cobra et le responsable de la mort de Jane et de Catherine. Son corps est composé d'un verre très solide au reflets jaunâtres, transparent, qui laisse voir son squelette. Sa main droite est remplacée par une pince qui peut tirer des rayons d'énergie. Ses traits sont inspirés de l'acteur français Alain Delon, alors en vogue au Japon[7],[8]. Dans le manga adapté original, l'Homme de verre est responsable d'avoir rendu autrefois Cobra manchot.
- Salamandar (ロード・サラマンダー, Rōdo Saramandā?, lord Salamandar) : le maître du groupe des Pirates de l'espace.

## Épisodes

### Première série:Cobra(1982)
Note : entre parenthèses, les titres français de première diffusion à la télévision dans les années 1980.
1. Le réveil (Résurrection / Le Psychogun ! — 復活!サイコガン Fukkatsu ! Psychogun)
2. Zahora (Le Mystérieux Zigoba — 奇怪!ジゴバ Kikai ! Jigoba)
3. L'Homme de verre (L'Ennemi juré / Cristal Boy — 宿敵!　クリスタルボーイ Shukuteki ! Crystal Bowie)
4. L'Évasion (Évasion / Le Pénitencier de Cido ! —　脱走!!　シド刑務所 Dassô !! Sid keimusho)
5. Le Piège (Mystère / Qui est le puissant sniper ? —　謎!　強敵スナイパーは? Nazo ! Kyôteki sniper wa ?)
6. Le Voleur de cerveaux (L'Identité du magicien —　魔術師の正体!! Majutsushi no shôtai !!)
7. La Vengeance (La Vengeance de Jane —　ジェーンの仇! Jane no kataki !)
8. Le Duel (Combat Fatal / Cobra contre Boy —　激闘!　コブラ対ボーイ Gekitô ! Cobra tai Bowie)
9. Les Créatures des neiges (Les voilà snow gorilla / Les Femmes pirates —　出現!!　盗賊スノウ・ゴリラ Shutsugen !! Tôzoku Snow-Gorilla)
10. La Solution (Le Secret du tatouage —　イレズミの秘密 Irezumi no himitsu)
11. Le Triomphe de Sandra (La Planète de sable : Zados —　砂の惑星ザドス Suna no wakusei Zados)
12. L'Arme suprême (Elle est terrifiante / L'Arme finale —　恐るべし　最終兵器 Osorubeshi saishû heiki)
13. La Roulette de la mort (死のルーレット Shi no roulette)
14. Un très mauvais génie (Le Grand Roi du mal Galtan —　大魔王ガルタン Daimaô Galtan)
15. Une vieille promesse (L'Ami du cristal du dragon —　竜水晶の友よ! Ryûzuishô no tomo yo !)
16. Un sport dangereux (En enfer / Rug-ball ! —　地獄へ!　ラグボール Jigoku e ! Rugball)
17. Les Affreux (L'Équipe des vauriens —　ならず者チーム Narazumono team)
18. La partie commence (Death game / À 0078 h —　デスゲーム!　0078時 Death Game ! 0078ji)
19. Une belle (Aurons-nous le home-run de la victoire ? —　なるか!?　逆転ホームラン Naruka ! ? Gyakuten Home run)
20. La Mer de sable (Combat Mortel / La Terrible Mer de sable —　死闘!　砂の海の恐怖 Shitô ! Suna no umi no kyôfu)
21. Un roi de trop (Les Deux Rois de Sword  —　二人のソード王 Futari no Sword ô)
22. Les Zombos (Les Visiteurs du sous-sol —　地底の客 Chitei no kyaku)
23. Menace sous la mer (La Tombe au fond de l'océan —　海底の墓標 Kaitei no bohyô)
24. La Révolte des robots (Que diriez-vous d'un robot ? —　ロボットはいかが? Robot wa ikaga ?)
25. Cobra est mort (Cobra est mort ? —　コブラが死んだ!? Cobra ga shinda !?)
26. En pleine guerre (Au-delà du feu de la guerre —　戦火の彼方に Senka no kanata ni)
27. Salamandar (L'Empereur du mal, Salamander ! —　悪の帝王!　サラマンダー Aku no teiô ! Salamandar)
28. La Revanche de Cobra (La Vengeance de Cobra —　コブラ怒りの報復へ Cobra ikari no hôfuku e)
29. Les Retrouvailles (L'Homme du pôle Nord au sang chaud —　極北の男・熱き血よ Kyokuhoku no otoko – Atsuki chi yo)
30. Tous contre Salamandar (Comment tuer Salamander —　サラマンダーを　倒す法 Salamandar wo taosu hô)
31. À bientôt Cobra… (Adieu, mon Cobra ! —　あばよ!　おれのコブラ Abayo ! Ore no Cobra)

### Film:Cobra, le film(1982)
En 1982, un long métrage animé qui reprend pour partie certains éléments de la série (les trois sœurs Royal, l'Homme de verre…) a précédé la diffusion de la série au Japon. Cependant, l'intrigue est globalement différente de la série. Dans le film, le bras de Cobra se transforme en rayon Delta, alors que dans les séries et OAV il enlève son avant-bras artificiel qui cache son arme.

### Deuxième série:Cobra: The Animation(2010)
- Arc "La clé de Shiva"

1. La Clé de Shiva (シバの鍵, Shiva no kagi?)
2. La Porte dorée (黄金の扉, Ôgon no tobira?)
3. La Ville sans étoiles (星のない街, Hoshi no nai machi?)
4. Le Fantôme de la cité d'or (黄金郷の亡霊, Ôgon kyô no bôrei?)

5. La Légende des belles errantes (さまよえる美女の伝説, Samayo eru bijo no densetsu)
- Arc "Le mont Mirage"

6. L'Ascension du mont Mirage (カゲロウ山登り, Kagerô yama nobori)

7. Vers le sommet (山頂へ, Sanshô e)
8. Les Mandrades (マンドラド, Mandorado)

9. Black Bullet (黒い弾丸, Kuroi Dangan)
- Arc "Galaxy Knights"

10. Galaxy Knights (ギャラクシー・ナイツ, Galaxy Knights)

11. Le Treizième Homme (13人目の男, Jûsannin-me no otoko)

12. Le Démon du Temple (神殿の魔物, Shinden no mamono)

13. Des souvenirs lointains (遥かなる記憶, Harukanaru kioku)

### Les deux OAV (2008-2009)
- Cobra The Animation OAV : Time Drive (en deux parties, deux fois 30 minutes) « Le passé de Cobra et d'Armanoïde » :
  - Time drive épisode 1 (コブラ タイムドライブvol.1, Kobura Taimu Doraibu, vol.1?)
  - Time drive épisode 2 (コブラ タイムドライブvol.2, Kobura Taimu Doraibu, vol.2?)

- Cobra The Animation OAV : The Psychogun (en quatre partie, 4 fois 30 minutes) « Le retour de l'Homme de verre » :
  - The Psycho-gun épisode 1 (コブラ ザ・サイコガンvol.1, Kobura Za Saikogan, vol.1?)
  - The Psycho-gun épisode 2 (コブラ ザ・サイコガンvol.2, Kobura Za Saikogan, vol.2?)
  - The Psycho-gun épisode 3 (コブラ ザ・サイコガンvol.3, Kobura Za Saikogan, vol.3?)
  - The Psycho-gun épisode 4 (コブラ ザ・サイコガンvol.4, Kobura Za Saikogan, vol.4?)

### Film avorté
À partir de 2014, le réalisateur français Alexandre Aja avait projeté de faire de la série un long métrage en prises de vues réelles mais, en 2018, il annonce abandonner ce projet.

## Production

### Développement
L'univers de Cobra est né de l'imagination de Buichi Terasawa à la fin des années 1970, inspiré entre autres des Mille et Une Nuits.
Les prénoms des personnages de Dominique et Catherine sont inspirés par deux actrices françaises : Dominique Sanda et Catherine Deneuve.
Tout comme le manga dont il est tiré, le synopsis de la série est également inspiré de l’œuvre Souvenirs à vendre (We can Remember it for You Wholesale), une nouvelle de l'écrivain Philip K. Dick parue en 1966 et adaptée au cinéma avec les films Total Recall (1990) puis Total Recall : Mémoires programmées (2012) ; dans cette nouvelle, un homme retrouve la mémoire et se souvient de son passé d'agent secret après avoir loué les services d'une agence spécialisée dans la vente de rêves.

### Musique
La chanson de la version française du générique de la série est composée par Jacques Revaux et Jean-Pierre Bourtayre, et interprétée par Olivier Constantin. Le parolier de la version française, « Paul Persavon », n'est autre qu'Antoine de Caunes le fils de Georges de Caunes et de Jacqueline Joubert, cette dernière étant à l'époque la directrice des programmes Jeunesse d'Antenne 2.
Certaines parties sonores de bande originale de la série ont également été utilisées pour la série animée Signé Cat's Eyes, dont le réalisateur est également Yoshio Takeuchi.

## Diffusion

### France
La série a été diffusée pour la première fois sur Canal+ dans l'émission Cabou Cadin, du 20 février 1985 au 18 septembre 1985, bien que les responsables de programmation soient à l'époque opposés aux productions d'animation japonaises.
La série est ensuite diffusée sur la chaîne Antenne 2 dans l'émission Récré A2 présentée par Dorothée, du 9 septembre 1985 au 14 avril 1987. Elle sera rediffusée dès 1993 sur les chaînes M6 (trois épisodes uniquement), puis sur TF1 dans le Club Dorothée (jusqu'en 1997)[réf. nécessaire], et ensuite sur Mangas, AB1, MCM, Europe 2 TV et RTL9.

## Produits dérivés

### Jeux vidéo
En 1987, la société française de jeu vidéo Loriciels adapte la série Cobra en jeu vidéo sur les micro-ordinateurs occidentaux 8 et 16bits de l'époque (Amstrad CPC, Atari ST, Thomson TO8/TO9+/MO6, etc.).
Au Japon, trois jeux vidéo sont également sortis :
- Cobra: Kokuryū Ō no Densetsu, édité par Hudson Soft en 1989 sur NEC PC Engine.
- Cobra 2: Densetsu no Otoko, édité par Hudson Soft en 1991 sur NEC PC Engine, traduit en anglais en 1995 sur Sega Mega-CD sous le titre The Space Adventure - Cobra: The Legendary Bandit.
- Cobra: The Arcade, édité et réalisé par Namco sur borne d'arcade en 2005. On y suit Cobra et Armanoïde dans leur quête pour détruire les Pirates de l'espace, mais l'histoire ne suit en aucun point le manga original et est une histoire inédite, écrite par Kenji Kawakita. Le gameplay, quant à lui, est très proche de la saga Time Crisis avec quelques subtilités, comme l'utilisation de cartes permettant de sauvegarder les scores ou de débloquer certains éléments durant la partie (améliorations pour le Rayon Delta par exemple). Le jeu est jouable à un ou deux joueurs via deux bornes reliées en link, à la manière des Time Crisis.

En 2024, l'éditeur de jeux vidéo Microids annonce la sortie d'un jeu vidéo d'action et de plates-formes, Space Adventure Cobra: The Awakening,  basé sur les 12 premiers épisodes de la série animée, et qui sortira en 2025 sur PC, PlayStation 4 et 5, Xbox One et Series, Nintendo Switch.

### Jeux électroniques
La série a aussi été adaptée dans des jeux électroniques :
- Space Cobra Professional (Popy Electronics Game/Animest)
- The Psychogun (Popy Electronics Game/Animest)

### Jeu de rôle
Un jeu de rôle de création française dénommé Space Adventure Cobra a été publié en 2013 par Pulp Fever Éditions.

### Collecteur d'images
Un collecteur d'images Panini sur la série a été réalisé en 1985.

## Autour de la série
Les séries animées Cobra ne mentionnent pas l'origine du bras coupé et du rayon Delta de Cobra. Ces origines ne sont trouvables que dans le manga Cobra original :
- dans l'épisode no 13 (« L'œil de Dieu »), est révélé l'origine du rayon Delta[Laquelle ?] ;
- dans l'épisode en trois parties no 15 à 17 (« Les six héros légendaires »), est révélé l'origine de son bras coupé[Laquelle ?].